# Kup europskih prvaka 1965./66. (košarka)
Ovo je deveto izdanje Kupa europskih prvaka u košarci. Sudjelovalo je 26 momčadi. Novost u formatu natjecanja je uvođenje Final Foura koji je održan u Bologni 30. ožujka i 1. travnja. Jugoslavija je imala jednog predstavnika: KK Zadar. Ovo je prvi put da hrvatski klub nastupa u elitnom europskom košarkaškom natjecanju.

## Final Four

### Poluzavršnica
- Slavija Prag -  AEK Atena 103:73
- CSKA Moskva -  Simmenthal Milano 57:68

### Završnica
- Simmenthal Milano -  Slavija Prag 77:72

- europski prvak:  Simmenthal Milano (prvi naslov)
  - sastav ([1]): Fenelli, Giulio Iellini, Gabriele Vianello, Gianfranco Pieri, Massimo Masini, Skip Thoren, Sandro Riminucci, Luciano Gnocchi, Franco Longhi, Giandomenico Ongaro, Marco Binda, Bill Bradley, trener Cesare Rubini